# Interlands Montenegrijns voetbalelftal 2020-2029
Deze pagina toont een chronologisch en gedetailleerd overzicht van de interlands die het Montenegrijns voetbalelftal speelt en heeft gespeeld in de periode 2020 – 2029.

## Interlands

### 2020
|                                                                                     |        |                                       |            |                                                                        |
| 5 september UEFA Nations League Groep C1 № 105 «onderlinge duels» 19:00 uur (UTC+3) | Cyprus | 0 – 2                                 | Montenegro | GSP-stadion, Nicosia Toeschouwers: 0 Scheidsrechter: Harm Osmers (GER) |
| 5 september UEFA Nations League Groep C1 № 105 «onderlinge duels» 19:00 uur (UTC+3) |        | 60' Stevan Jovetić 73' Stevan Jovetić |            | GSP-stadion, Nicosia Toeschouwers: 0 Scheidsrechter: Harm Osmers (GER) |

|                                                                                     |           |                            |            |                                                                                     |
| 8 september UEFA Nations League Groep C1 № 106 «onderlinge duels» 20:45 uur (UTC+2) | Luxemburg | 0 – 1                      | Montenegro | Stade Josy Barthel, Luxemburg Toeschouwers: 0 Scheidsrechter: Lawrence Visser (BEL) |
| 8 september UEFA Nations League Groep C1 № 106 «onderlinge duels» 20:45 uur (UTC+2) |           | 90+3' (pen.) Fatos Bećiraj |            | Stade Josy Barthel, Luxemburg Toeschouwers: 0 Scheidsrechter: Lawrence Visser (BEL) |

|                                                                        |                     |       |                    |                                                                                   |
| 7 oktober Vriendschappelijk № 107 «onderlinge duels» 18:00 uur (UTC+2) | Montenegro          | 1 – 1 | Letland            | Pod Goricomstadion, Podgorica Toeschouwers: 0 Scheidsrechter: Admir Šehović (BIH) |
| 7 oktober Vriendschappelijk № 107 «onderlinge duels» 18:00 uur (UTC+2) | Igor Ivanović 90+1' |       | 26' Igors Tarasovs | Pod Goricomstadion, Podgorica Toeschouwers: 0 Scheidsrechter: Admir Šehović (BIH) |

|                                                                                    |                                     |       |              |                                                                                       |
| 10 oktober UEFA Nations League Groep C1 № 108 «onderlinge duels» 15:00 uur (UTC+2) | Montenegro                          | 2 – 0 | Azerbeidzjan | Pod Goricomstadion, Podgorica Toeschouwers: 0 Scheidsrechter: Ricardo de Burgos (ESP) |
| 10 oktober UEFA Nations League Groep C1 № 108 «onderlinge duels» 15:00 uur (UTC+2) | Stevan Jovetić 9' Igor Ivanović 71' |       |              | Pod Goricomstadion, Podgorica Toeschouwers: 0 Scheidsrechter: Ricardo de Burgos (ESP) |

|                                                                                    |                   |       |                                       |                                                                                      |
| 13 oktober UEFA Nations League Groep C1 № 109 «onderlinge duels» 20:45 uur (UTC+2) | Montenegro        | 1 – 2 | Luxemburg                             | Pod Goricomstadion, Podgorica Toeschouwers: 0 Scheidsrechter: Sascha Stegemann (GER) |
| 13 oktober UEFA Nations League Groep C1 № 109 «onderlinge duels» 20:45 uur (UTC+2) | Igor Ivanović 34' |       | 42' Edvin Muratović 86' Daniel Sinani | Pod Goricomstadion, Podgorica Toeschouwers: 0 Scheidsrechter: Sascha Stegemann (GER) |

|                                                                          |            |       |            |                                                                                         |
| 11 november Vriendschappelijk № 110 «onderlinge duels» 18:00 uur (UTC+1) | Montenegro | 0 – 0 | Kazachstan | Pod Goricomstadion, Podgorica Toeschouwers: 0 Scheidsrechter: Dimitar Mečkarovski (MKD) |
| 11 november Vriendschappelijk № 110 «onderlinge duels» 18:00 uur (UTC+1) |            |       |            | Pod Goricomstadion, Podgorica Toeschouwers: 0 Scheidsrechter: Dimitar Mečkarovski (MKD) |

|                                                                                     |              |       |            |                                                                                                 |
| 14 november UEFA Nations League Groep C1 № 111 «onderlinge duels» 18:00 uur (UTC+1) | Azerbeidzjan | 0 – 0 | Montenegro | Ivan Laljak-Ivićstadion, Zaprešić (Kroatië) Toeschouwers: 0 Scheidsrechter: Sergej Ivanov (RUS) |
| 14 november UEFA Nations League Groep C1 № 111 «onderlinge duels» 18:00 uur (UTC+1) |              |       |            | Ivan Laljak-Ivićstadion, Zaprešić (Kroatië) Toeschouwers: 0 Scheidsrechter: Sergej Ivanov (RUS) |

|                                                                                     |                                                                                      |       |        |                                                                                         |
| 17 november UEFA Nations League Groep C1 № 112 «onderlinge duels» 20:45 uur (UTC+1) | Montenegro                                                                           | 4 – 0 | Cyprus | Pod Goricomstadion, Podgorica Toeschouwers: 0 Scheidsrechter: Eitan Shemeulevitch (ISR) |
| 17 november UEFA Nations League Groep C1 № 112 «onderlinge duels» 20:45 uur (UTC+1) | Stevan Jovetić 14' Aleksandar Boljević 25' Aleksandar Boljević 28' Stefan Mugoša 60' |       |        | Pod Goricomstadion, Podgorica Toeschouwers: 0 Scheidsrechter: Eitan Shemeulevitch (ISR) |

### 2021
|                                                                             |                     |       |                                       |                                                                         |
| 24 maart WK-kwalificatie Groep G № 113 «onderlinge duels» 21:45 uur (UTC+2) | Letland             | 1 – 2 | Montenegro                            | Skontostadion, Riga Toeschouwers: 0 Scheidsrechter: Alain Durieux (LUX) |
| 24 maart WK-kwalificatie Groep G № 113 «onderlinge duels» 21:45 uur (UTC+2) | Jānis Ikaunieks 40' |       | 41' Stevan Jovetić 83' Stevan Jovetić | Skontostadion, Riga Toeschouwers: 0 Scheidsrechter: Alain Durieux (LUX) |

|                                                                             |                                                                          |       |                         |                                                                                           |
| 27 maart WK-kwalificatie Groep G № 114 «onderlinge duels» 15:00 uur (UTC+1) | Montenegro                                                               | 4 – 1 | Gibraltar               | Pod Goricomstadion, Podgorica Toeschouwers: 0 Scheidsrechter: Manuel Schüttengruber (AUT) |
| 27 maart WK-kwalificatie Groep G № 114 «onderlinge duels» 15:00 uur (UTC+1) | Fatos Bećiraj 26' Marko Simić 43' Žarko Tomašević 53' Stevan Jovetić 81' |       | 30' (pen.) Reece Styche | Pod Goricomstadion, Podgorica Toeschouwers: 0 Scheidsrechter: Manuel Schüttengruber (AUT) |

|                                                                             |            |                       |           |                                                                                    |
| 30 maart WK-kwalificatie Groep G № 115 «onderlinge duels» 20:45 uur (UTC+2) | Montenegro | 0 – 1                 | Noorwegen | Pod Goricomstadion, Podgorica Toeschouwers: 0 Scheidsrechter: Anthony Taylor (ENG) |
| 30 maart WK-kwalificatie Groep G № 115 «onderlinge duels» 20:45 uur (UTC+2) |            | 35' Alexander Sørloth |           | Pod Goricomstadion, Podgorica Toeschouwers: 0 Scheidsrechter: Anthony Taylor (ENG) |

|                                                                     |                 |       |            |                                                                                |
| 2 juni Vriendschappelijk № 116 «onderlinge duels» 18:00 uur (UTC+2) | Bosnië en Herz. | 0 – 0 | Montenegro | Stadion Grbavica, Sarajevo Toeschouwers: 0 Scheidsrechter: Novak Simović (SRB) |
| 2 juni Vriendschappelijk № 116 «onderlinge duels» 18:00 uur (UTC+2) |                 |       |            | Stadion Grbavica, Sarajevo Toeschouwers: 0 Scheidsrechter: Novak Simović (SRB) |

|                                                                     |                          |       |                                                    |                                                                                    |
| 5 juni Vriendschappelijk № 117 «onderlinge duels» 20:45 uur (UTC+2) | Montenegro               | 1 – 3 | Israël                                             | Pod Goricomstadion, Podgorica Toeschouwers: 860 Scheidsrechter: Irfan Peljto (BIH) |
| 5 juni Vriendschappelijk № 117 «onderlinge duels» 20:45 uur (UTC+2) | Fatos Bećiraj 81' (pen.) |       | 67' Eran Zahavi 69' Manor Solomon 90+1' Gadi Kinda | Pod Goricomstadion, Podgorica Toeschouwers: 860 Scheidsrechter: Irfan Peljto (BIH) |

|                                                                                |                                  |       |                                        | |
| 1 september WK-kwalificatie Groep G № 118 «onderlinge duels» 21:45 uur (UTC+3) | Turkije                          | 2 – 2 | Montenegro                             | Vodafone Park, Istanboel Toeschouwers: 12.472 Scheidsrechter: Benoît Bastien (FRA) Video-assistent: Benoît Millot (FRA) |
| 1 september WK-kwalificatie Groep G № 118 «onderlinge duels» 21:45 uur (UTC+3) | Cengiz Ünder 9' Yusuf Yazıcı 31' |       | 40' Adam Marušić 90+7' Risto Radunović | Vodafone Park, Istanboel Toeschouwers: 12.472 Scheidsrechter: Benoît Bastien (FRA) Video-assistent: Benoît Millot (FRA) |

|                                                                                |                                                                                   |       |            | |
| 4 september WK-kwalificatie Groep G № 119 «onderlinge duels» 20:45 uur (UTC+2) | Nederland                                                                         | 4 – 0 | Montenegro | Philips Stadion, Eindhoven Toeschouwers: 20.458 Scheidsrechter: Jesús Gil Manzano (ESP) Video-assistent: Ricardo de Burgos (ESP) |
| 4 september WK-kwalificatie Groep G № 119 «onderlinge duels» 20:45 uur (UTC+2) | Memphis Depay 38' (pen.) Memphis Depay 62' Georginio Wijnaldum 70' Cody Gakpo 76' |       |            | Philips Stadion, Eindhoven Toeschouwers: 20.458 Scheidsrechter: Jesús Gil Manzano (ESP) Video-assistent: Ricardo de Burgos (ESP) |

|                                                                                |            |       |         | |
| 7 september WK-kwalificatie Groep G № 120 «onderlinge duels» 20:45 uur (UTC+2) | Montenegro | 0 – 0 | Letland | Pod Goricomstadion, Podgorica Toeschouwers: 2.134 Scheidsrechter: Harm Osmers (GER) Video-assistent: Felix Zwayer (GER) |
| 7 september WK-kwalificatie Groep G № 120 «onderlinge duels» 20:45 uur (UTC+2) |            |       |         | Pod Goricomstadion, Podgorica Toeschouwers: 2.134 Scheidsrechter: Harm Osmers (GER) Video-assistent: Felix Zwayer (GER) |

|                                                                              |           |                                                            |            | |
| 8 oktober WK-kwalificatie Groep G № 121 «onderlinge duels» 20:45 uur (UTC+2) | Gibraltar | 0 – 3                                                      | Montenegro | Victoriastadion, Gibraltar Toeschouwers: 1.351 Scheidsrechter: Filip Glova (SVK) Video-assistent: Dennis Higler (NED) |
| 8 oktober WK-kwalificatie Groep G № 121 «onderlinge duels» 20:45 uur (UTC+2) |           | 7' Adam Marušić 44' (pen.) Fatos Bećiraj 68' Fatos Bećiraj |            | Victoriastadion, Gibraltar Toeschouwers: 1.351 Scheidsrechter: Filip Glova (SVK) Video-assistent: Dennis Higler (NED) |

|                                                                               |                                                   |       |            | |
| 11 oktober WK-kwalificatie Groep G № 122 «onderlinge duels» 20:45 uur (UTC+2) | Noorwegen                                         | 2 – 0 | Montenegro | Ullevaalstadion, Oslo Toeschouwers: 24.058 Scheidsrechter: István Kovács (ROU) Video-assistent: Massimiliano Irrati (ITA) |
| 11 oktober WK-kwalificatie Groep G № 122 «onderlinge duels» 20:45 uur (UTC+2) | Mohamed Elyounoussi 29' Mohamed Elyounoussi 90+6' |       |            | Ullevaalstadion, Oslo Toeschouwers: 24.058 Scheidsrechter: István Kovács (ROU) Video-assistent: Massimiliano Irrati (ITA) |

|                                                                                |                                       |       |                                            | |
| 13 november WK-kwalificatie Groep G № 123 «onderlinge duels» 20:45 uur (UTC+1) | Montenegro                            | 2 – 2 | Nederland                                  | Pod Goricomstadion, Podgorica Toeschouwers: 1.844 Scheidsrechter: Carlos del Cerro Grande (ESP) Video-assistent: José María Sánchez Martínez (ESP) |
| 13 november WK-kwalificatie Groep G № 123 «onderlinge duels» 20:45 uur (UTC+1) | Ilija Vukotić 82' Nikola Vujnović 86' |       | 25' (pen.) Memphis Depay 54' Memphis Depay | Pod Goricomstadion, Podgorica Toeschouwers: 1.844 Scheidsrechter: Carlos del Cerro Grande (ESP) Video-assistent: José María Sánchez Martínez (ESP) |

|                                                                                |                  |       |                                      | |
| 16 november WK-kwalificatie Groep G № 124 «onderlinge duels» 20:45 uur (UTC+1) | Montenegro       | 1 – 2 | Turkije                              | Pod Goricomstadion, Podgorica Toeschouwers: 2.885 Scheidsrechter: Daniel Siebert (GER) Video-assistent: Sascha Stegemann (GER) |
| 16 november WK-kwalificatie Groep G № 124 «onderlinge duels» 20:45 uur (UTC+1) | Fatos Bećiraj 4' |       | 22' Kerem Aktürkoğlu 60' Orkun Kökçü | Pod Goricomstadion, Podgorica Toeschouwers: 2.885 Scheidsrechter: Daniel Siebert (GER) Video-assistent: Sascha Stegemann (GER) |

### 2022
|                                                                       |                         |       |            | |
| 24 maart Vriendschappelijk № 125 «onderlinge duels» 20:00 uur (UTC+4) | Armenië                 | 1 – 0 | Montenegro | Republikeins Stadion Vazgen Sargsian, Jerevan Toeschouwers: 4.000 Scheidsrechter: Andris Treimanis (LAT) |
| 24 maart Vriendschappelijk № 125 «onderlinge duels» 20:00 uur (UTC+4) | Vahan Bitsjachtsjan 19' |       |            | Republikeins Stadion Vazgen Sargsian, Jerevan Toeschouwers: 4.000 Scheidsrechter: Andris Treimanis (LAT) |

|                                                                       |                     |       |             |                                                                                    |
| 28 maart Vriendschappelijk № 126 «onderlinge duels» 20:00 uur (UTC+2) | Montenegro          | 1 – 0 | Griekenland | Pod Goricomstadion, Podgorica Toeschouwers: 3.425 Scheidsrechter: Fran Jović (CRO) |
| 28 maart Vriendschappelijk № 126 «onderlinge duels» 20:00 uur (UTC+2) | Milutin Osmajić 60' |       |             | Pod Goricomstadion, Podgorica Toeschouwers: 3.425 Scheidsrechter: Fran Jović (CRO) |

|                                                                                |                                      |       |          | |
| 4 juni UEFA Nations League Groep B3 № 127 «onderlinge duels» 20:45 uur (UTC+2) | Montenegro                           | 2 – 0 | Roemenië | Pod Goricomstadion, Podgorica Toeschouwers: 3.998 Scheidsrechter: Andreas Ekberg (SWE) Video-assistent: Luís Godinho (POR) |
| 4 juni UEFA Nations League Groep B3 № 127 «onderlinge duels» 20:45 uur (UTC+2) | Stefan Mugoša 66' Marko Vukčević 87' |       |          | Pod Goricomstadion, Podgorica Toeschouwers: 3.998 Scheidsrechter: Andreas Ekberg (SWE) Video-assistent: Luís Godinho (POR) |

|                                                                                |                                         |       |            | |
| 7 juni UEFA Nations League Groep B3 № 128 «onderlinge duels» 19:00 uur (UTC+3) | Finland                                 | 2 – 0 | Montenegro | Olympisch Stadion, Helsinki Toeschouwers: 17.009 Scheidsrechter: Allard Lindhout (NED) Video-assistent: Jeroen Manschot (NED) |
| 7 juni UEFA Nations League Groep B3 № 128 «onderlinge duels» 19:00 uur (UTC+3) | Joel Pohjanpalo 31' Joel Pohjanpalo 38' |       |            | Olympisch Stadion, Helsinki Toeschouwers: 17.009 Scheidsrechter: Allard Lindhout (NED) Video-assistent: Jeroen Manschot (NED) |

|                                                                                 |                  |       |                 | |
| 11 juni UEFA Nations League Groep B3 № 129 «onderlinge duels» 20:45 uur (UTC+2) | Montenegro       | 1 – 1 | Bosnië en Her.  | Pod Goricomstadion, Podgorica Toeschouwers: 6.555 Scheidsrechter: Daniele Orsato (ITA) Video-assistent: Marco Guida (ITA) |
| 11 juni UEFA Nations League Groep B3 № 129 «onderlinge duels» 20:45 uur (UTC+2) | Adam Marušić 77' |       | 62' Luka Menalo | Pod Goricomstadion, Podgorica Toeschouwers: 6.555 Scheidsrechter: Daniele Orsato (ITA) Video-assistent: Marco Guida (ITA) |

|                                                                                 |          |                                                       |            | |
| 14 juni UEFA Nations League Groep B3 № 130 «onderlinge duels» 21:45 uur (UTC+3) | Roemenië | 0 – 3                                                 | Montenegro | Rapid-Giuleștistadion, Boekarest Toeschouwers: 11.657 Scheidsrechter: João Pinheiro (POR) Video-assistent: Tiago Martins (POR) |
| 14 juni UEFA Nations League Groep B3 № 130 «onderlinge duels» 21:45 uur (UTC+3) |          | 43' Stefan Mugoša 56' Stefan Mugoša 63' Stefan Mugoša |            | Rapid-Giuleștistadion, Boekarest Toeschouwers: 11.657 Scheidsrechter: João Pinheiro (POR) Video-assistent: Tiago Martins (POR) |

|                                                                                      |                         |       |            | |
| 23 september UEFA Nations League Groep B3 № 131 «onderlinge duels» 20:45 uur (UTC+2) | Bosnië en Herz.         | 1 – 0 | Montenegro | Bilino Polje, Zenica Toeschouwers: 12.050 Scheidsrechter: Szymon Marciniak (POL) Video-assistent: Tomasz Kwiatkowski (POL) |
| 23 september UEFA Nations League Groep B3 № 131 «onderlinge duels» 20:45 uur (UTC+2) | Ermedin Demirović 45+1' |       |            | Bilino Polje, Zenica Toeschouwers: 12.050 Scheidsrechter: Szymon Marciniak (POL) Video-assistent: Tomasz Kwiatkowski (POL) |

|                                                                                      |            |                                        |         | |
| 26 september UEFA Nations League Groep B3 № 132 «onderlinge duels» 20:45 uur (UTC+2) | Montenegro | 0 – 2                                  | Finland | Pod Goricomstadion, Podgorica Toeschouwers: 2.522 Scheidsrechter: François Letexier (FRA) Video-assistent: Willy Delajod (FRA) |
| 26 september UEFA Nations League Groep B3 № 132 «onderlinge duels» 20:45 uur (UTC+2) |            | 47' Oliver Antman 53' Benjamin Källman |         | Pod Goricomstadion, Podgorica Toeschouwers: 2.522 Scheidsrechter: François Letexier (FRA) Video-assistent: Willy Delajod (FRA) |

|                                                                          |                                            |       |                                  |                                                                                      |
| 17 november Vriendschappelijk № 133 «onderlinge duels» 18:00 uur (UTC+1) | Montenegro                                 | 2 – 2 | Slowakije                        | Pod Goricomstadion, Podgorica Toeschouwers: 1.109 Scheidsrechter: Irfan Peljto (BIH) |
| 17 november Vriendschappelijk № 133 «onderlinge duels» 18:00 uur (UTC+1) | Stefan Savić 77' Stefan Savić 90+8' (pen.) |       | 15' Dávid Hancko 47' Juraj Kucka | Pod Goricomstadion, Podgorica Toeschouwers: 1.109 Scheidsrechter: Irfan Peljto (BIH) |

|                                                                          |               |       |            |                                                                                        |
| 20 november Vriendschappelijk № 134 «onderlinge duels» 15:00 uur (UTC+1) | Slovenië      | 1 – 0 | Montenegro | Stožicestadion, Ljubljana Toeschouwers: 11.165 Scheidsrechter: Christopher Jäger (AUT) |
| 20 november Vriendschappelijk № 134 «onderlinge duels» 15:00 uur (UTC+1) | Miha Zajc 42' |       |            | Stožicestadion, Ljubljana Toeschouwers: 11.165 Scheidsrechter: Christopher Jäger (AUT) |

### 2023
|                                                                             |           |                     |            | |
| 24 maart EK-kwalificatie Groep G № 135 «onderlinge duels» 19:00 uur (UTC+2) | Bulgarije | 0 – 1               | Montenegro | Loedogorets Arena, Razgrad Toeschouwers: 9.180 Scheidsrechter: Aliyar Ağayev (AZE) Video-assistent: Ovidiu Haţegan (ROU) |
| 24 maart EK-kwalificatie Groep G № 135 «onderlinge duels» 19:00 uur (UTC+2) |           | 70' Nikola Krstović |            | Loedogorets Arena, Razgrad Toeschouwers: 9.180 Scheidsrechter: Aliyar Ağayev (AZE) Video-assistent: Ovidiu Haţegan (ROU) |

|                                                                             |            |                                         |        | |
| 27 maart EK-kwalificatie Groep G № 136 «onderlinge duels» 20:45 uur (UTC+2) | Montenegro | 0 – 2                                   | Servië | Pod Goricomstadion, Podgorica Toeschouwers: 9.831 Scheidsrechter: Clément Turpin (FRA) Video-assistent: Jérôme Brisard (FRA) |
| 27 maart EK-kwalificatie Groep G № 136 «onderlinge duels» 20:45 uur (UTC+2) |            | 78' Dušan Vlahović 90+6' Dušan Vlahović |        | Pod Goricomstadion, Podgorica Toeschouwers: 9.831 Scheidsrechter: Clément Turpin (FRA) Video-assistent: Jérôme Brisard (FRA) |

|                                                                            |            |       |           | |
| 17 juni EK-kwalificatie Groep G № 137 «onderlinge duels» 18:00 uur (UTC+2) | Montenegro | 0 – 0 | Hongarije | Pod Goricomstadion, Podgorica Toeschouwers: 6.761 Scheidsrechter: Jesús Gil Manzano (ESP) Video-assistent: Alejandro Hernández (ESP) |
| 17 juni EK-kwalificatie Groep G № 137 «onderlinge duels» 18:00 uur (UTC+2) |            |       |           | Pod Goricomstadion, Podgorica Toeschouwers: 6.761 Scheidsrechter: Jesús Gil Manzano (ESP) Video-assistent: Alejandro Hernández (ESP) |

|                                                                      |                  |       |                                                                       |                                                                                             |
| 20 juni Vriendschappelijk № 138 «onderlinge duels» 18:00 uur (UTC+2) | Montenegro       | 1 – 4 | Tsjechië                                                              | Pod Goricomstadion, Podgorica Toeschouwers: 1.792 Scheidsrechter: Matthew De Gabriele (MLT) |
| 20 juni Vriendschappelijk № 138 «onderlinge duels» 18:00 uur (UTC+2) | Driton Camaj 66' |       | 28' Mojmír Chytil 57' Michal Sadílek 76' Lukáš Provod 85' Adam Hložek | Pod Goricomstadion, Podgorica Toeschouwers: 1.792 Scheidsrechter: Matthew De Gabriele (MLT) |

|                                                                                |                                           |       |                                      | |
| 7 september EK-kwalificatie Groep G № 139 «onderlinge duels» 19:00 uur (UTC+3) | Litouwen                                  | 2 – 2 | Montenegro                           | S. Dariaus- en S. Girėnostadion, Kaunas Toeschouwers: 11.328 Scheidsrechter: Mohammed Al-Hakim (SWE) Video-assistent: Dennis Higler (NED) |
| 7 september EK-kwalificatie Groep G № 139 «onderlinge duels» 19:00 uur (UTC+3) | Gytis Paulauskas 71' Fiodor Černych 90+4' |       | 78' Nikola Krstović 89' Stefan Savić | S. Dariaus- en S. Girėnostadion, Kaunas Toeschouwers: 11.328 Scheidsrechter: Mohammed Al-Hakim (SWE) Video-assistent: Dennis Higler (NED) |

|                                                                                 |                                         |       |                      | |
| 10 september EK-kwalificatie Groep G № 140 «onderlinge duels» 18:00 uur (UTC+2) | Montenegro                              | 2 – 1 | Bulgarije            | Pod Goricomstadion, Podgorica Toeschouwers: 4.232 Scheidsrechter: Harm Osmers (GER) Video-assistent: Christian Dingert (GER) |
| 10 september EK-kwalificatie Groep G № 140 «onderlinge duels» 18:00 uur (UTC+2) | Stefan Savić 45+1' Stevan Jovetić 90+7' |       | 79' Preslav Boroekov | Pod Goricomstadion, Podgorica Toeschouwers: 4.232 Scheidsrechter: Harm Osmers (GER) Video-assistent: Christian Dingert (GER) |

|                                                                         |                                                 |       |                                  |                                                                                         |
| 12 oktober Vriendschappelijk № 141 «onderlinge duels» 18:00 uur (UTC+2) | Montenegro                                      | 3 – 2 | Libanon                          | Pod Goricomstadion, Podgorica Toeschouwers: 1.337 Scheidsrechter: Eldorjan Hamiti (ALB) |
| 12 oktober Vriendschappelijk № 141 «onderlinge duels» 18:00 uur (UTC+2) | Edvin Kuč 16' Edvin Kuč 19' Milutin Osmajić 69' |       | 66' Karim Darwich 80' Ali Tneich | Pod Goricomstadion, Podgorica Toeschouwers: 1.337 Scheidsrechter: Eldorjan Hamiti (ALB) |

|                                                                               |                                                                |       |                    | |
| 17 oktober EK-kwalificatie Groep G № 142 «onderlinge duels» 20:45 uur (UTC+2) | Servië                                                         | 3 – 1 | Montenegro         | Rode Sterstadion, Belgrado Toeschouwers: 25.884 Scheidsrechter: Szymon Marciniak (POL) Video-assistent: Tomasz Kwiatkowski (POL) |
| 17 oktober EK-kwalificatie Groep G № 142 «onderlinge duels» 20:45 uur (UTC+2) | Aleksandar Mitrović 9' Aleksandar Mitrović 73' Dušan Tadić 77' |       | 36' Stevan Jovetić | Rode Sterstadion, Belgrado Toeschouwers: 25.884 Scheidsrechter: Szymon Marciniak (POL) Video-assistent: Tomasz Kwiatkowski (POL) |

|                                                                                |                                 |       |          | |
| 16 november EK-kwalificatie Groep G № 143 «onderlinge duels» 20:45 uur (UTC+1) | Montenegro                      | 2 – 0 | Litouwen | Pod Goricomstadion, Podgorica Toeschouwers: 3.647 Scheidsrechter: Artur Soares Dias (POR) Video-assistent: Tiago Martins (POR) |
| 16 november EK-kwalificatie Groep G № 143 «onderlinge duels» 20:45 uur (UTC+1) | Edvin Kuč 3' Stevan Jovetić 48' |       |          | Pod Goricomstadion, Podgorica Toeschouwers: 3.647 Scheidsrechter: Artur Soares Dias (POR) Video-assistent: Tiago Martins (POR) |

|                                                                                |                                                               |       |                      | |
| 19 november EK-kwalificatie Groep G № 144 «onderlinge duels» 15:00 uur (UTC+1) | Hongarije                                                     | 3 – 1 | Montenegro           | Puskás Aréna, Boedapest Toeschouwers: 59.600 Scheidsrechter: Danny Makkelie (NED) Video-assistent: Clay Ruperti (NED) |
| 19 november EK-kwalificatie Groep G № 144 «onderlinge duels» 15:00 uur (UTC+1) | Dominik Szoboszlai 66' Dominik Szoboszlai 68' Ádám Nagy 90+3' |       | 36' Slobodan Rubežić | Puskás Aréna, Boedapest Toeschouwers: 59.600 Scheidsrechter: Danny Makkelie (NED) Video-assistent: Clay Ruperti (NED) |

### 2024
|                                                                       |             |                                      |            |                                                                                |
| 21 maart Vriendschappelijk № 145 «onderlinge duels» 20:00 uur (UTC+3) | Wit-Rusland | 0 – 2                                | Montenegro | Sportcomplex Mardan, Aksu Toeschouwers: 100 Scheidsrechter: Kadir Sağlam (TUR) |
| 21 maart Vriendschappelijk № 145 «onderlinge duels» 20:00 uur (UTC+3) |             | 27' Adam Marušić 45' Nikola Krstović |            | Sportcomplex Mardan, Aksu Toeschouwers: 100 Scheidsrechter: Kadir Sağlam (TUR) |

|                                                                       |                    |       |                 |                                                                                |
| 25 maart Vriendschappelijk № 146 «onderlinge duels» 20:00 uur (UTC+3) | Montenegro         | 1 – 0 | Noord-Macedonië | Sportcomplex Mardan, Aksu Toeschouwers: 250 Scheidsrechter: Zorbay Küçük (TUR) |
| 25 maart Vriendschappelijk № 146 «onderlinge duels» 20:00 uur (UTC+3) | Stevan Jovetić 45' |       |                 | Sportcomplex Mardan, Aksu Toeschouwers: 250 Scheidsrechter: Zorbay Küçük (TUR) |

|                                                                     |                                                   |       |            |                                                                                                 |
| 5 juni Vriendschappelijk № 147 «onderlinge duels» 20:30 uur (UTC+2) | België                                            | 2 – 0 | Montenegro | Koning Boudewijnstadion, Brussel Toeschouwers: 19.246 Scheidsrechter: Kristoffer Karlsson (SWE) |
| 5 juni Vriendschappelijk № 147 «onderlinge duels» 20:30 uur (UTC+2) | Kevin De Bruyne 44' Leandro Trossard 90+3' (pen.) |       |            | Koning Boudewijnstadion, Brussel Toeschouwers: 19.246 Scheidsrechter: Kristoffer Karlsson (SWE) |

|                                                                     |                    |       |                                                                   |                                                                                            |
| 9 juni Vriendschappelijk № 148 «onderlinge duels» 20:45 uur (UTC+2) | Montenegro         | 1 – 3 | Georgië                                                           | Pod Goricomstadion, Podgorica Toeschouwers: 2.942 Scheidsrechter: Aleksandar Stavrev (MKD) |
| 9 juni Vriendschappelijk № 148 «onderlinge duels» 20:45 uur (UTC+2) | Stevan Jovetić 66' |       | 10' Otar Kiteisjvili 33' Georges Mikautadze 84' Boedoe Zivzivadze | Pod Goricomstadion, Podgorica Toeschouwers: 2.942 Scheidsrechter: Aleksandar Stavrev (MKD) |

|                                                                                   |                                         |       |            | |
| 6 september UEFA Nations League Groep B4 № 149 «onderlinge duels» 18:45 uur (UTC) | IJsland                                 | 2 – 0 | Montenegro | Laugardalsvöllur, Reykjavik Toeschouwers: 4.683 Scheidsrechter: Willy Delajod (FRA) Video-assistent: Benoît Millot (FRA) |
| 6 september UEFA Nations League Groep B4 № 149 «onderlinge duels» 18:45 uur (UTC) | Orri Óskarsson 39' Jón Þorsteinsson 58' |       |            | Laugardalsvöllur, Reykjavik Toeschouwers: 4.683 Scheidsrechter: Willy Delajod (FRA) Video-assistent: Benoît Millot (FRA) |

|                                                                                     |                  |       |                                  | |
| 9 september UEFA Nations League Groep B4 № 150 «onderlinge duels» 20:45 uur (UTC+2) | Montenegro       | 1 – 2 | Wales                            | Stadion Gradski, Nikšić Toeschouwers: 3.569 Scheidsrechter: Georgi Kabakov (BUL) Video-assistent: Dragomir Draganov (BUL) |
| 9 september UEFA Nations League Groep B4 № 150 «onderlinge duels» 20:45 uur (UTC+2) | Driton Camaj 73' |       | 1' Kieffer Moore 3' Harry Wilson | Stadion Gradski, Nikšić Toeschouwers: 3.569 Scheidsrechter: Georgi Kabakov (BUL) Video-assistent: Dragomir Draganov (BUL) |

|                                                                                    |                       |       |            | |
| 11 oktober UEFA Nations League Groep B4 № 151 «onderlinge duels» 21:45 uur (UTC+3) | Turkije               | 1 – 0 | Montenegro | Samsun 19 mei-stadion, Samsun Toeschouwers: 28.829 Scheidsrechter: Daniele Chiffi (ITA) Video-assistent: Marco Di Bello (ITA) |
| 11 oktober UEFA Nations League Groep B4 № 151 «onderlinge duels» 21:45 uur (UTC+3) | İrfan Can Kahveci 69' |       |            | Samsun 19 mei-stadion, Samsun Toeschouwers: 28.829 Scheidsrechter: Daniele Chiffi (ITA) Video-assistent: Marco Di Bello (ITA) |

|                                                                                    |                         |       |            | |
| 14 oktober UEFA Nations League Groep B4 № 152 «onderlinge duels» 19:45 uur (UTC+1) | Wales                   | 1 – 0 | Montenegro | Cardiff City Stadium, Cardiff Toeschouwers: 27.326 Scheidsrechter: Filip Glova (SVK) Video-assistent: Michal Očenáš (SVK) |
| 14 oktober UEFA Nations League Groep B4 № 152 «onderlinge duels» 19:45 uur (UTC+1) | Harry Wilson 36' (pen.) |       |            | Cardiff City Stadium, Cardiff Toeschouwers: 27.326 Scheidsrechter: Filip Glova (SVK) Video-assistent: Michal Očenáš (SVK) |

|                                                                                     |            |                                                  |         | |
| 16 november UEFA Nations League Groep B4 № 153 «onderlinge duels» 18:00 uur (UTC+1) | Montenegro | 0 – 2                                            | IJsland | Stadion Gradski, Nikšić Toeschouwers: 2.354 Scheidsrechter: Sven Jablonski (GER) Video-assistent: Sascha Stegemann (GER) |
| 16 november UEFA Nations League Groep B4 № 153 «onderlinge duels» 18:00 uur (UTC+1) |            | 74' Orri Óskarsson 89' Ísak Bergmann Jóhannesson |         | Stadion Gradski, Nikšić Toeschouwers: 2.354 Scheidsrechter: Sven Jablonski (GER) Video-assistent: Sascha Stegemann (GER) |

|                                                                                     |                                                             |       |                  | |
| 19 november UEFA Nations League Groep B4 № 154 «onderlinge duels» 20:45 uur (UTC+1) | Montenegro                                                  | 3 – 1 | Turkije          | Stadion Gradski, Nikšić Toeschouwers: 2.579 Scheidsrechter: Urs Schnyder (SUI) Video-assistent: Lukas Fähndrich (SUI) |
| 19 november UEFA Nations League Groep B4 № 154 «onderlinge duels» 20:45 uur (UTC+1) | Nikola Krstović 29' Nikola Krstović 45' Nikola Krstović 73' |       | 37' Kenan Yıldız | Stadion Gradski, Nikšić Toeschouwers: 2.579 Scheidsrechter: Urs Schnyder (SUI) Video-assistent: Lukas Fähndrich (SUI) |

### 2025
|                                                                             |                                                    |       |              | |
| 22 maart WK-kwalificatie Groep L № 155 «onderlinge duels» 18:00 uur (UTC+1) | Montenegro                                         | 3 – 1 | Gibraltar    | Stadion Gradski, Nikšić Toeschouwers: 3.021 Scheidsrechter: António Nobre (POR) Video-assistent: André Narciso (POR) |
| 22 maart WK-kwalificatie Groep L № 155 «onderlinge duels» 18:00 uur (UTC+1) | Stevan Jovetić 22' Marko Tuci 70' Adam Marušić 73' |       | 13' Dan Bent | Stadion Gradski, Nikšić Toeschouwers: 3.021 Scheidsrechter: António Nobre (POR) Video-assistent: André Narciso (POR) |

|                                                                             |                 |       |         | |
| 25 maart WK-kwalificatie Groep L № 156 «onderlinge duels» 20:45 uur (UTC+1) | Montenegro      | 1 – 0 | Faeröer | Stadion Gradski, Nikšić Toeschouwers: 3.226 Scheidsrechter: Allard Lindhout (NED) Video-assistent: Jeroen Manschot (NED) |
| 25 maart WK-kwalificatie Groep L № 156 «onderlinge duels» 20:45 uur (UTC+1) | Edvin Kuč 90+6' |       |         | Stadion Gradski, Nikšić Toeschouwers: 3.226 Scheidsrechter: Allard Lindhout (NED) Video-assistent: Jeroen Manschot (NED) |

|                                                                           |                                   |       |            | |
| 6 juni WK-kwalificatie Groep L № 157 «onderlinge duels» 20:45 uur (UTC+2) | Tsjechië                          | 2 – 0 | Montenegro | Stadion města Plzně, Pilsen Toeschouwers: 10.889 Scheidsrechter: Serdar Gözübüyük (NED) Video-assistent: Pol van Boekel (NED) |
| 6 juni WK-kwalificatie Groep L № 157 «onderlinge duels» 20:45 uur (UTC+2) | Adam Hložek 23' Patrik Schick 65' |       |            | Stadion města Plzně, Pilsen Toeschouwers: 10.889 Scheidsrechter: Serdar Gözübüyük (NED) Video-assistent: Pol van Boekel (NED) |

|                                                                     |            |   |         |                                                                                         |
| 9 juni Vriendschappelijk № 158 «onderlinge duels» 20:00 uur (UTC+2) | Montenegro | – | Armenië | Pod Goricomstadion, Podgorica Toeschouwers: n.n.b. Scheidsrechter: Jasmin Subotic (LUX) |
| 9 juni Vriendschappelijk № 158 «onderlinge duels» 20:00 uur (UTC+2) |            |   |         | Pod Goricomstadion, Podgorica Toeschouwers: n.n.b. Scheidsrechter: Jasmin Subotic (LUX) |

|                                                                                |            |   |          |                                                    |
| 5 september WK-kwalificatie Groep L № 159 «onderlinge duels» 20:45 uur (UTC+2) | Montenegro | – | Tsjechië | n.n.b. Toeschouwers: n.n.b. Scheidsrechter: n.n.b. |
| 5 september WK-kwalificatie Groep L № 159 «onderlinge duels» 20:45 uur (UTC+2) |            |   |          | n.n.b. Toeschouwers: n.n.b. Scheidsrechter: n.n.b. |

|                                                                                |         |   |            |                                                    |
| 8 september WK-kwalificatie Groep L № 160 «onderlinge duels» 20:45 uur (UTC+2) | Kroatië | – | Montenegro | n.n.b. Toeschouwers: n.n.b. Scheidsrechter: n.n.b. |
| 8 september WK-kwalificatie Groep L № 160 «onderlinge duels» 20:45 uur (UTC+2) |         |   |            | n.n.b. Toeschouwers: n.n.b. Scheidsrechter: n.n.b. |

|                                                                              |         |   |            |                                                    |
| 9 oktober WK-kwalificatie Groep L № 161 «onderlinge duels» 19:45 uur (UTC+1) | Faeröer | – | Montenegro | n.n.b. Toeschouwers: n.n.b. Scheidsrechter: n.n.b. |
| 9 oktober WK-kwalificatie Groep L № 161 «onderlinge duels» 19:45 uur (UTC+1) |         |   |            | n.n.b. Toeschouwers: n.n.b. Scheidsrechter: n.n.b. |

|                                                                      |            |   |               |                                                    |
| 13 oktober Vriendschappelijk № 162 «onderlinge duels» n.n.b. (UTC+2) | Montenegro | – | Liechtenstein | n.n.b. Toeschouwers: n.n.b. Scheidsrechter: n.n.b. |
| 13 oktober Vriendschappelijk № 162 «onderlinge duels» n.n.b. (UTC+2) |            |   |               | n.n.b. Toeschouwers: n.n.b. Scheidsrechter: n.n.b. |

|                                                                                |           |   |            |                                                    |
| 14 november WK-kwalificatie Groep L № 163 «onderlinge duels» 20:45 uur (UTC+1) | Gibraltar | – | Montenegro | n.n.b. Toeschouwers: n.n.b. Scheidsrechter: n.n.b. |
| 14 november WK-kwalificatie Groep L № 163 «onderlinge duels» 20:45 uur (UTC+1) |           |   |            | n.n.b. Toeschouwers: n.n.b. Scheidsrechter: n.n.b. |

|                                                                                |            |   |         |                                                    |
| 17 november WK-kwalificatie Groep L № 164 «onderlinge duels» 20:45 uur (UTC+1) | Montenegro | – | Kroatië | n.n.b. Toeschouwers: n.n.b. Scheidsrechter: n.n.b. |
| 17 november WK-kwalificatie Groep L № 164 «onderlinge duels» 20:45 uur (UTC+1) |            |   |         | n.n.b. Toeschouwers: n.n.b. Scheidsrechter: n.n.b. |

FSCG · A-internationals · Bondscoaches · Statistieken · Montenegrijns vrouwenelftal · Montenegro U21 · Montenegro U20 · Montenegro U19 · Montenegro U17 · Servië en Montenegro U19 · Servië en Montenegro U17
2003 – 2006** · 
2007 – 2009 · 
2010 – 2019 ·
2020 − 2029
EK 2008 · 
EK 2012 · 
EK 2016
WK 2006** · 
WK 2010 · 
WK 2014 · 
WK 2018
OS 2004** · 
OS 2008 · 
OS 2012 · 
OS 2016
2007 · 
2008 · 
2009 · 
2010 · 
2011 · 
2012 · 
2013 · 
2014 · 
2015 · 
2016 · 
2017 ·
2018 ·
2019 ·
2020 ·
2021 ·
2022 ·
2023
Albanië ·
Armenië ·
Azerbeidzjan ·
België · 
Bosnië en Herzegovina ·
Bulgarije ·
Colombia ·
Cyprus ·
Denemarken · 
Engeland ·
Estland ·
Faeröer ·
Finland ·
Georgië ·
Ghana ·
Gibraltar ·
Griekenland ·
Hongarije ·
Ierland ·
IJsland ·
Iran · 
Israël ·
Italië ·
Japan ·
Kazachstan ·
Kosovo ·
Kroatië ·
Letland ·
Libanon ·
Liechtenstein ·
Litouwen ·
Luxemburg ·
Moldavië ·
Nederland ·
Noord-Ierland ·
Noord-Macedonië ·
Noorwegen ·
Oekraïne ·
Oezbekistan ·
Oostenrijk ·
Polen ·
Roemenië ·
Rusland · 
San Marino ·
Servië ·
Slovenië ·
Slowakije ·
Tsjechië ·
Turkije ·
Wales ·
Wit-Rusland ·
Zweden ·
Zwitserland
Argentinië (2006) · 
Ivoorkust (2006) · 
Nederland (2006)
** - Onder de naam Servië en Montenegro
CONMEBOL: Argentinië · Bolivia · Brazilië · Chili · Colombia · Ecuador · Paraguay · Peru · Uruguay · Venezuela

UEFA: Albanië · Andorra · Armenië · Azerbeidzjan · België · Bosnië en Herzegovina · Bulgarije · Cyprus · Denemarken · Duitsland · Engeland · Estland · Faeröer · Finland · Frankrijk · Georgië · Gibraltar · Griekenland · Hongarije · IJsland · Ierland · Israël · Italië · Kazachstan · Kosovo · Kroatië · Letland · Liechtenstein · Litouwen · Luxemburg · Malta · Moldavië · Montenegro · Nederland · Noord-Ierland · Noord-Macedonië · Noorwegen · Oekraïne · Oostenrijk · Polen · Portugal · Roemenië · Rusland · San Marino · Schotland · Servië · Slovenië · Slowakije · Spanje · Tsjechië · Turkije · Wales · Wit-Rusland · Zweden · Zwitserland

AFC: Australië · China · Irak · Iran · Japan · Libanon · Oezbekistan · Oman · Qatar · Saoedi-Arabië · Syrië · Verenigde Arabische Emiraten · Vietnam · Zuid-Korea

CAF: Algerije · Burkina Faso · Congo-Kinshasa · Egypte · Ghana · Ivoorkust · Kaapverdië · Kameroen · Mali · Marokko · Nigeria · Senegal · Tunesië · Zuid-Afrika

CONCACAF: Canada · Costa Rica · Curaçao · El Salvador · Honduras · Jamaica · Mexico · Panama · Suriname · Verenigde Staten

OFC: Nieuw-Zeeland